# Bon Appetit
Bon Appetit е песен на Кейти Пери с участието на хип-хоп групата Migos. Песента е от петия студиен албум Witness. Пусната е като втори сингъл от албума на 28 април 2017 г. Музикалният видеоклип е публикуван на 12 май 2017 г. Търговски, песента е поставена в топ 10 в:
- Франция
- Израел
- Испания

А в топ 20 в:
- Канада
- Белгия

Официалният видеоклип е дълъг 4:17.